# 青森県産業技術センター
地方独立行政法人青森県産業技術センター（あおもりけんさんぎょうぎじゅつセンター）とは、青森県黒石市に本部を置く地方独立行政法人である。
設置者は青森県である。これまで青森県が設置していた工業系と農林水産系の公設試験研究機関を統合し、2009年4月に発足した。

## 組織
本部には理事長以下企画経営室および総務室が置かれている。また、各研究所は4つの部門にグループ分けされており、連携が図られている。
- 本部（黒石市・農林総合研究所内）
  - 企画経営室　ー　法人運営、企画・調整を担当
  - 総務室　－　庶務・出納・経理を担当
- 工業部門
  - 工業総合研究所（青森市）
  - 弘前地域研究所（弘前市）
  - 八戸地域研究所（八戸市）
- 農林部門
  - 農林総合研究所（黒石市）　－　水稲、花き及び水田転作作物の研究を担当
    - 藤坂稲作部（十和田市）－　水稲の研究開発を担当。1935年に東北地域の深刻な冷害に対処するために設けられた「凶作防止試験地」が母体であったが、2019年3月31日をもって廃止された[1][2]。

  - 野菜研究所（六戸町）　－　野菜の研究を担当
  - りんご研究所（黒石市）　－　リンゴと特産果樹の研究を担当
    - 県南果樹部（五戸町） －　主に特産果樹の研究や品種開発を担当。

  - 畜産研究所（野辺地町）　－　畜産の研究を担当
    - 和牛改良技術部（つがる市森田）

  - 林業研究所（平内町）　－　育林、特用林産物及び木材加工の研究を担当
    - 木材加工部（青森市）
- 水産部門
  - 水産総合研究所（平内町）
  - 内水面研究所（十和田市）
- 食品部門
  - 食品総合研究所（八戸市）
  - 下北ブランド研究所（むつ市大畑町）
  - 農産物加工研究所（六戸町）

## 受賞
- 2011年 - 第9回産学官連携功労者表彰農林水産大臣賞「未利用水産資源から抽出したプロテオグリカンを利用した新産業の創出」[3]

その他、2016年度以降の受賞歴は外部表彰を参考。